# 愛西市立立田北部小学校
愛西市立立田北部小学校（あいさいしりつ たつたほくぶしょうがっこう）は、愛知県愛西市新右エ門新田町にある公立小学校。1907年に立田村北部尋常小学校として設立され、1986年に立田村立立田北部小学校と改称し、2005年の市町村合併に伴って愛西市立へと移行した。

## 概要
略称は「立北小（たつほくしょう）」あるいは「北部小（ほくぶしょう）」。学区は旧立田村のうち宮地町・石田町・後江町以北の地域で、卒業生は立田中学校に進学する。

## 沿革
- 1907年（明治40年） - 市町村合併により既存の尋常小学校が廃止され、立田村北部尋常小学校と立田村南部尋常小学校が設立される。
- 1986年（昭和61年） - 立田村立立田北部小学校へと改称。
- 2005年（平成17年） - 市町村合併に伴い愛西市立へ移行。